# Det Flyvende Spaghettimonster
Det Flyvende Spaghettimonster (på engelsk: Flying Spaghetti Monster, forkortet FSM) er guddommen inden for den amerikanske religiøse bevægelse Church of the Flying Spaghetti Monster, også kaldet Pastafarianism. Denne social bevægelse, der repræsenterer et sorgløst og humoristisk syn på religion, opstod i 2000-erne som modtræk mod undervisning i intelligent design i amerikanske skoler. Tilhængerne anser pastafarianisme (en sammentrækning af pasta og rastafarianisme) for at være en "rigtig, berettiget religion, på lige fod med alle andre", og har som sådan opnået en vis begrænset anerkendelse.
Det Flyvende Spaghettimonster stammer fra et satirisk åbent brev skrevet i begyndelsen af 2005 af den da 24-årige nyuddannede fysiklærer Bobby Henderson, som protest mod delstaten Kansas' undervisningsmyndigheders overvejelser om at tillade undervisning i intelligent design som alternativ til evolutionslæren i delstatens high schools. I brevet forlangte Henderson, at der i biologitimerne også skulle undervises i hvad han kaldte "Flying Spaghetti Monsterism", på lige fod med intelligent design og evolutionslære. Han påstod samtidig, med henvisning til et diagram, se figur, at naturkatastrofer som global opvarmning, jordskælv og orkaner er forårsaget af et fald over de seneste 200 år i antallet af sørøvere. Da Henderson senere på året offentliggjorde brevet på sin hjemmeside, blev Det Flyvende Spaghettimonster hurtigt et internetfænomen og et symbol på modstanden mod undervisning i intelligent design.
Pastafarianismens dogmer, som mest er satirer over kreationisme, fremgår dels af Hendersons hjemmeside for Church of the Flying Spaghetti Monster (hvor Henderson selv omtales som "profet"), dels af hans bog fra 2006 The Gospel of the Flying Spaghetti Monster, samt tekstsamlingen The Loose Canon, the Holy Book of the Church of the Flying Spaghetti Monster. Ifølge bevægelsens skabelsesberetning blev universet skabt af det usynlige og ubestemmelige Flyvende Spaghettimonster, efter en heftig druktur. Sørøvere æres som de oprindelige pastafarianere. FSM-samfundet mødes på Hendersons website for at dele synspunkter og ideer om det Flyvende Spaghettimonster, foruden billeder og figurer af guddommen.
Det Flyvende Spaghettimonster bruges ofte som et moderne eksempel på Russels tepotte, som argumenterer mod det synspunkt, at det er en skeptikers opgave at modbevise religiøse dogmer snarere end den troendes opgave at bevise dem.
Bevægelsen har modtaget anerkendelse og støtte fra videnskabsfolk, men også kritik fra tilhængere af intelligent design.

## Religiøse dogmer og praksis
[Vi baserer] ikke vores tro på dogmer – hvis vi gjorde det, ville vi være nødt til at tro, at vi havde ret i absolut alting. Det er kun røvhuller, der tænker sådan. Og pastafarianere er ikke røvhuller.
I modsætning til andre religioner og deres dogmer afviser følgere af FSM dogmer, idet de "forbeholder sig retten til at ændre vores tro baseret på nye beviser eller en forbedret forståelse af gamle beviser". Dette afholder dem dog ikke fra at fremføre visse dogme-agtige påstande, i stil med dem som er fremsat af tilhængerne af intelligent design-teorien:[kilde mangler]
- I starten var der kun Det Flyvende Spaghettimonster, som skabte Universet. Alle beviser, der gør evolutionsteorien sandsynlig, er bevidst blevet plantet af dette væsen.
- Global opvarmning, jordskælv, orkaner og andre naturkatastrofer er en direkte konsekvens af nedgangen i antallet af pirater siden 1800-tallet. En graf, der illustrerer den "uafviselige" sammenhæng mellem pirater og den globale temperatur, blev også tilvejebragt af Henderson.[15]

I marts 2006 udkom religionens hellige bog, Evangeliet om Det Flyvende Spaghettimonster, skrevet af Bobby Henderson, som hermed blev religionens profet. Han planlagde at bruge overskuddet fra salget til at købe et piratskib, så spaghettimonstrets budskab kan spredes til de dele af verden, hvor man ikke har internet. Det flyvende spaghettimonster menes at have hen mod 10 millioner tilhængere.
Religionens budskab bør kun prædikes af folk iført piratkostume. En bøn bliver normalt afsluttet med ordet "RAmen" eller "R'Amen". Dette rimer på det kristne "amen", men er også betegnelsen for en asiatisk nudelret, ramen. Ordet bliver normalt skrevet med "R" og "A" som store bogstaver, men det er også tilladt kun at skrive det med stort "R".
Religionen er en af verdens fredeligste. Spaghettimonsterismen er en af de få større religioner som ikke har stået bag et folkedrab, og pastafarianerne har aldrig deltaget i hverken religionskrige eller korstog. Mange pastafarianere påstår, at de er blevet berørt af et af Det Flyvende Spaghettimonsters nudelagtige vedhæng. Fredag er pastafarianernes hellig- og fridag.
Religionen lokker med en himmel, som de troende mener er meget sejere end alle andre. I denne himmel finder man bl.a. en stripperfabrik og en ølvulkan. Religionen er den eneste der har sit eget Flash Game.

## Udbredelse
Church of the Flying Spaghetti Monster har fået tusinder af følgere, mest på videregående uddannelsesinstitutioner i Nordamerika og Europa. Ifølge Associated Press er Hendersons hjemmeside blevet et slags 'mødested ved kaffemaskinen' for modstandere af intelligent design, hvor man kan se afbildninger af guddommen, se opslag om møder med følgere i piratkostume og købe badges og klistermærker.

### Tyskland
I Tyskland blev bevægelsen die Kirche des Fliegenden Spaghettimonsters Deutschland e. V. (forkortet KdFSMD) i 2011 anerkendt som en non-profit organisation, der "udelukkende og direkte virker for fremme af kirkelige formål". KdFSMD betragter sig som et ideologisk fællesskab på lige fod med andre religiøse samfund, med fokus på evolutionær humanisme.

## Aktiviteter
Ligesom ID bruger vi en ikke-konventionel videnskabelig metode, hvor vi først definerer vores konklusion og derefter indsamler beviser, der bekræfter den. Ikke alene tillader denne fremgangsmåde en mere sammenhængende og elegant undersøgelse, det gør også forskningen en hel del nemmere, når man i forvejen har udvalgt sin konklusion.
I begyndelsen drejede FSMs aktiviteter sig mest om imødegåelse af intelligent design, men efterhånden har også andre emner fundet plads.
Som modtræk mod den almindelige amerikanske skik med at indlede offentlige møder med en religiøs, oftest kristen, bøn indledte et byrådsmedlem i Alaska i september 2019 med dørslag som hovedbeklædning et byrådsmøde med en bøn, som lovpriste Det Flyvende Spaghettimonster, bl.a. med ordene: "Jeg er kaldet til at påkalde universets sande skaber, den fordrukne, som tåler alle mindre perfekte og nyere guder, og som er herre over Jordens tyngdekraft; må det mægtige Flyvende Spaghettimonster rejse sig fra sin døsighed og lade sine nudelagtige vedhæng tynge ethvert byrådsmedlem ned på sin plads."

### Modstand mod intelligent design
Efter offentliggørelsen af Hendersons åbne brev i sommeren 2005, hvor FSM tiltrak sig betydelig opmærksomhed, blev man udfordret af tilhængere af intelligent design, der henviste til den kreationistiske fundamentalist Kent Hovind, som i årevis havde efterlyst beviser for evolutionslæren, og tilmed udlovet en præmie på $250.000 for sådanne beviser. Som modtræk udlovede FSM en lignende præmie:
| Citat                                          | Vi udlover en præmie på $250.000 til den, som fremkommer med empirisk bevis for, at Jesus ikke er søn af det Flyvende Spaghettimonster. | Citat |
| - internetbloggen Boing Boing, 19. august 2005 | |       |

Dusøren blev senere hævet til $1.000.000. I 2007 fjernede Hovind sin præmie fra sin hjemmeside.
Pastafarianere har haft andre tvister med kreationister, bl.a. i Polk county i Florida, hvor de i 2013 var medvirkende til at, skolekommissionen afstod fra at indføre undervisning i intelligent design.

### Hovedbeklædning på ID-fotos
Efter tre års anstrengelser, inklusiv en mentalundersøgelse, der vurderede ham egnet til at køre bil, fik den østrigske pastafarianer Niko Alm i juli 2011 rettens ord for, at han på sit kørekortfoto måtte bære et dørslag som hovedbeklædning. Hans ønske var inspireret af en regel om, at hovedbeklædning kun er tilladt på østrigske ID-fotos, hvis den bæres af religiøse årsager. Det forlød nu, at de østrigske myndigheder havde tilladt pastafarianere at bære dørslag på ID-fotos, men dette blev dog benægtet af de samme myndigheder.
Alms initiativ er siden blevet gentaget i en række vestlige lande, med vekslende succes. I mange af disse tilfælde har myndigheder, fx amerikanske delstater, udstedt kørekort, id-kort eller pas med foto, hvor personen bærer dørslag, mens andre har afslået sådanne ansøgninger, enten med begrundelsen at pastafarianisme ikke er en (rigtig) religion, men udtryk for latterliggørelse snarere end alvor og oprigtighed, eller at det at bære dørslag ikke på samme måde er obligatorisk inden for pastafarianismen som andre hovedbeklædninger er det i andre religioner, fx hijab i islam og kippa i jødedom.
Ansøgerne og deres advokater har dertil - med vekslende succes - hævdet, at pastafarianisme skam er en rigtig religion, eller at det ikke er op til myndigheder at afgøre, hvorvidt noget er en religion, eller hvorvidt bestemte religiøse overbevisninger er anerkendt eller ej, eller hvorvidt bestemte religiøse handlinger er at betragte som forpligtelser, anerkendt doktrin, anbefaling eller personens eget valg.
Visse pastafarianere har desuden hævdet, at satire og parodi i sig selv er eller kunne være en måde at praktisere religion på, eller en indbygget del af en religion som fx pastafarianisme, og at myndigheder ikke har ret til at bestemme, hvilke overbevisninger de skal tage alvorligt og hvilke ikke, og at det er religionens udøvere selv der afgør, hvilke dele af deres religion som skal tages alvorligt og i hvilket omfang.

## Billeder
- Det Flyvende Spaghettimonster og en Pirat (2007)
- Det Flyvende Spaghettimonster
- Det Flyvende Spaghettimonster giver "helst-ikke"-tabletter til kapitajn Mosey
- Nej til religion
- Flyvende Spaghettimonster rødvin

## Kritik
Det Flyvende Spaghettimonster kan anses for at være en religionspolitisk kommentar til samfundsudviklingen i USA i årtierne omkring årtusindskiftet, hvor konservative religiøse grupperinger har haft held til at påvirke undervisningen i skolerne. FSM er en kritik af det post-faktuelle samfund, hvor viden og fakta viger pladsen for stærke holdninger og hård retorik, i det USA, som Henderson har kaldt „det store demokratiske vækkelsesmøde“. Opgaven for tilhængerne af FSM er i forlængelse heraf at udstille det latterlige i religiøst prægede eller historisk betingede love og regler i samfundet.